# Олимпийский стадион (Каракас)
Олимпийский стадион Центрального университета Венесуэлы (исп. Estadio Olímpico de la Universidad Central de Venezuela) — футбольный стадион, расположенный в столице Венесуэлы городе Каракасе. Является домашним стадионом для ФК «Каракас», «Депортиво Петаре», «Универсидад Сентраль де Венесуэла» и «Депортиво Ла Гуайра».

## История
До 2003 года на стадионе периодически проводила домашние игры (как официальные, так и товарищеские) сборная Венесуэлы по футболу.
В 1975 году Олимпийский стадион Каракаса принял решающий финальный матч Кубка Америки между сборными Перу и Колумбии (1:0).
На Олимпийском стадионе состоялся матч за третье место на Кубке Америки 2007 между Мексикой и Уругваем (3:1). Первоначально здесь также планировалось провести и полуфинальную игру, но по соображениям безопасности и вместимости арены матче между Бразилией и Уругваем перенесли в Маракайбо, на стадион Хосе «Паченчо» Ромеро.

## Спортивные соревнования
- Боливарианские игры 1951
- Чемпионат Южной Америки по футболу среди молодёжных команд 1954
- Малый Кубок мира
- Игры Центральной Америки и Карибского бассейна 1959
- Финал Кубка Америки 1975
- Чемпионат Южной Америки по футболу среди молодёжных команд 1977
- Панамериканские игры 1983
- Кубок Америки 2007